# Berto Zampieri
Berto Zampieri (Avesa, 24 giugno 1910 – Verona, 4 settembre 1966) è stato uno scultore ed esponente della Resistenza italiano.

## Biografia

### Attività artistica
Nato nel 1910 ad Avesa frazione di Verona, allora comune autonomo, iniziò a lavorare come intagliatore già all’età di 12 anni. Frequentò l’Accademia Cignaroli di Verona.
Dal 1937 al 1938 lavorò a Parigi frequentando l’ambiente artistico di Filippo de Pisis e Massimo Campigli. Tornato a Verona partecipò a diverse collettive tra il 1940 e il 1941. 
Zampieri faceva parte di quel gruppo di sei artisti veronesi attivi negli anni ’30 e ’40 del novecento formati nell’Accademia Cignaroli e vissuti in un clima di amicizia e sperimentazione espressiva, ma accomunati dal fatto di non essersi mai spostati dalla loro città natale.

### Attività nella resistenza
Lo studio di Zampieri in via San Giusto 9 a Verona era una delle sedi dove si incontravano clandestinamente numerosi intellettuali e artisti antifascisti, come l’altro scultore veronese Nino Gottardi, Guido Mellini, Flavio Simonetti, Bruno Castellarin, Vittore Bocchetta e Berto Perotti durante i suoi saltuari ritorni dalla Germania.
A partire dal marzo del 1943 Zampieri ospitava spesso Darno Maffini, suo amico d’infanzia e compagno di scuola per un anno all’accademia di belle arti prima che Maffini si trasferisse a Parigi nel 1922. L’amicizia era stata rinsaldata durante i soggiorni di Zampieri a Parigi.
Maffini era stato inviato dalla Francia per tentare di ricostruire il Partito comunista a Verona, dove era stato decimato da arresti e condanne al confino. In particolare Maffini fu nominato responsabile del partito per la zona di Veronetta, dove aveva sede lo stabilimento della Mondadori. Il direttore tecnico dello stabilimento era Robert Loewenthal, padre di Brigitte che era fidanzata con Zampieri. Grazie a tali contatti il gruppo di Zampieri e Maffini riuscì per qualche tempo a stampare e distribuire giornali clandestini di propaganda antifascista con l'aiuto dei Loewenthal e di alcuni operai della stessa Mondadori.
Dopo la caduta del fascismo e l'arresto di Mussolini del 25 luglio 1943, al gruppo di antifascisti veronesi si unirono anche i reduci dal confino e dal carcere. Con Zampieri e Luciano Marchi, rientrato dal confino nell'isola di Ventotene, Maffini stabilì i contatti con gli esponenti degli altri partiti antifascisti, come l'avvocato Giuseppe Tommasi, con l'intenzione di costituire il Comitato di Liberazione Nazionale per la provincia di Verona.
L'8 settembre 1943, all'annuncio dell'armistizio di Cassibile, Maffini e Zampieri rientrarono a Verona da una missione a Vicenza e organizzarono con alcuni ufficiali italiani un tentativo di resistenza alla invasione della città da parte dei tedeschi. Il 9 settembre con un piccolo gruppo di soldati e di volontari civili riuscirono a resistere al nemico per circa otto ore in piazza delle Poste (oggi piazza Francesco Viviani). Maffini fu ferito leggermente ad una gamba per lo scoppio di una granata, mentre Zampieri si mise in salvo.

## L'assalto al carcere degli Scalzi
Zampieri fondò i Gruppi di Azione Patriottica della città che fra le altre azioni furono incaricati
di organizzare l'evasione di Giovanni Roveda, che era già evaso da Ventotene nel marzo 1943, ma che era stato arrestato a Roma dalla banda Koch il 21 dicembre 1943 ed era stato trasferito al carcere degli Scalzi di Verona il 6 gennaio 1944.
Una evasione di Roveda era considerata molto importante per la rilevanza del detenuto e per l'eventuale risvolto propagandistico di una beffa contro il nazifascismo nella sua sede principale in Italia. Esisteva già infatti un piano di evasione ideato dal CLN provinciale di Verona guidato dal professor Francesco Viviani che prevedeva l'allontanamento di Roveda durante un trasferimento in prefettura per un interrogatorio da ottenere con un mandato falso con la firma del prefetto Piero Cosmin. Il trasferimento di Cosmin a Venezia il 12 maggio 1944 fece fallire il piano.
Il 14 luglio Radio Londra diffuse la falsa notizia di una fuga di Roveda e si prospettava un suo possibile trasferimento da Verona. Aldo Petacchi inviato da Milano da Pietro Secchia entrò in azione il 17 luglio 1944 al comando del GAP locale, formato da Zampieri, Lorenzo Fava, Danilo Preto, Vittorio Ugolini e Emilio Moretto Berardinelli. A bordo di una Lancia Artena, i sei arrivarono di fronte al carcere alle 18.20. Moretto, vestito elegantemente, si presentò alla guardia e la minacciò con una pistola. Petacchi, Preto, Fava e Ugolini lo seguirono, mentre Zampieri attendeva in macchina. Petacchi, Preto e Moretto salirono al piano superiore dove Roveda era a colloquio nel parlatorio con la moglie Caterina. Quest'ultima, che era già stata istruita dai gappisti, si allontanò dal carcere. Mentre i tre gappisti e Roveda scendevano per le scale, qualcuno diede l'allarme e per la strada iniziò una sparatoria. L'auto stentò a ripartire e rimasero feriti in cinque. L'azione era durata in tutto cinque minuti. Roveda, ferito all'inguine, e Zampieri, ferito al femore, si misero in salvo con Petacchi, raggiungendo secondo i piani la casa di Attilio Dabini, un giornalista italo-argentino impiegato all'ufficio stampa della Mondadori. Moretto, ferito al torace, restò alla guida dell'auto con a bordo Ugolini, Preto e Fava. Preto morirà poco dopo, mentre Fava sarà catturato, torturato e morirà dopo qualche settimana.

### Dopoguerra
Dopo la guerra Zampieri sposò Brigitte Loewenthal da cui ebbe due figlie. Continuò l’attività con varie mostre nazionali fino alla sua morte avvenuta nel 1966.
Nel Palazzo Barbieri, sede del comune di Verona, si trovano sei lunette in bassorilievo opera di Zampieri e di Mario Salazzari. Realizzate in gesso nel 1950, sono collocate sopra le porte dell’atrio principale d’ingresso del palazzo e raffigurano allegorie con le funzioni municipali e civiche ed il buon governo.
Una raccolta di 22 disegni di Zampieri è contenuta in:  Giovanni Faccioli, Verona e la navigazione atesina: compendio storico delle attività produttive dal XII al XIII secolo, Verona, Lessinia, 1956.
Nel 1967 ci fu una mostra postuma di sculture, quadri e disegni nella sala Boggian di Castelvecchio (Verona).
A Berto Zampieri sono stati intitolati nel 2007 i giardini nell’area verde di via Francesco Torbido a Verona.